# Numerus idoneus
Als numerus idoneus (deutsch geeignete Zahl oder taugliche Zahl; Plural numeri idonei) wird eine von Null verschiedene natürliche Zahl bezeichnet, die sich nicht in der Form {\displaystyle ab+ac+bc} darstellen lässt, wobei {\displaystyle a,} {\displaystyle b} und {\displaystyle c} paarweise verschiedene positive ganze Zahlen sind. Von diesen Zahlen sind 65 bekannt; die größte der bekannten numeri idonei ist die Zahl 1848.
Darüber hinaus wurde gezeigt, dass es unter den quadratfreien Zahlen höchstens eine einzige weitere taugliche Zahl geben kann, sofern die verallgemeinerte Riemannsche Vermutung (für quadratische Charaktere) Gültigkeit hat.
Die 65 bekannten numeri idonei sind:
1, 2, 3, 4, 5, 6, 7, 8, 9, 10, 12, 13, 15, 16, 18, 21, 22, 24, 25, 28, 30, 33, 37, 40, 42, 45, 48, 57, 58, 60, 70, 72, 78, 85, 88, 93, 102, 105, 112, 120, 130, 133, 165, 168, 177, 190, 210, 232, 240, 253, 273, 280, 312, 330, 345, 357, 385, 408, 462, 520, 760, 840, 1320, 1365 und 1848. (Folge A000926 in OEIS)
Sie wurden allesamt von Leonhard Euler und Carl Friedrich Gauß gefunden.
Die Bezeichnung numerus idoneus geht auf Leonhard Euler zurück, der diese Zahlen im Jahre 1778 im Zusammenhang mit der Suche nach großen Primzahlen einführte, da er annahm, dass sie für ein von ihm entdecktes Verfahren „geeignet“ bzw. „tauglich“ (lat. idoneus) seien.
Das eulersche Verfahren beruht auf folgendem Satz:
Sei {\displaystyle D} eine geeignete Zahl und sei {\displaystyle m} eine ungerade Zahl, für die die Gleichung {\displaystyle m=x^{2}+Dy^{2}} genau eine Lösung mit ganzen Zahlen {\displaystyle x,y>0} hat. Falls {\displaystyle x} und {\displaystyle Dy} teilerfremd sind, dann ist {\displaystyle m} prim.
Innerhalb der Menge von ungeraden Zahlen der Form {\displaystyle x^{2}+Dy^{2}} lässt sich damit die Primalität einfach mittels der Untersuchung von Teilerfremdheit und der Eindeutigkeit der Darstellung {\displaystyle x^{2}+Dy^{2}} überprüfen.